# Championnats d'Europe de gymnastique rythmique 2025
Navigation
Budapest 2024 2026
Les 41es championnats d'Europe de gymnastique rythmique ont eu lieu à Tallinn, en Estonie, du 4 au 8 juin 2025.

## Médaillées
| Épreuve                     | Or | Argent | Bronze |
| --------------------------- | --- | --- | --- |
| Seniors                     | | | |
| Équipes                     | Italie Individuel sénior Tara Dragas Sofia Raffaeli Alice Taglietti Groupe sénior Chiara Badii Alexandra Naclerio Serena Ottaviani Laura Paris Giulia Segatori Sofia Sicignano | Ukraine Individuel sénior Polina Karika Taisiia Onofriichuk Groupe sénior Yelyzaveta Azza Diana Baieva Anastasiia Ikan Valeriia Peremeta Kira Shyrykina Oleksandra Yushchak | Israël Individuel sénior Daniela Munits Lian Rona Meital Maayam Sumkin Groupe sénior Maya Gamliel Agam Gev Arina Gvozdetskaia Varvara Salenkova Lian Suharevich Kristina Eilon Ternovski |
| Finales senior              | | | |
| Concours général individuel | Taisiia Onofriichuk (UKR) | Stiliana Nikolova (BUL) | Darja Varfolomeev (GER) |
| Cerceau                     | Stiliana Nikolova (BUL) | Sofia Raffaeli (ITA) | Taisiia Onofriichuk (UKR) |
| Ballon                      | Stiliana Nikolova (BUL) | Anastasia Simakova (GER) | Meital Maayam Sumkin (ISR) |
| Massues                     | Stiliana Nikolova (BUL) | Taisiia Onofriichuk (UKR) | Sofia Raffaeli (ITA) |
| Ruban                       | Darja Varfolomeev (GER) | Meital Maayam Sumkin (ISR) | Taisiia Onofriichuk (UKR) |
| Finales en groupe senior    | | | |
| Concours général en groupe  | Espagne- Inés Bergua - Andrea Corral - Marina Cortelles - Andrea Fernández - Lucía Muñoz - Salma Solaun                                                                        | Israël- Maya Gamliel - Agam Gev - Arina Gvozdetskaia - Varvara Salenkova - Lian Suharevich - Kristina Eilon Ternovski                                                       | Hongrie- Julia Farkas - Fruzsina Grek - Mandula Virag Meszaros - Dalma Pesti - Dora Szabados - Monika Urban-Szabo                                                                        |
| 5 cerceaux                  | Espagne- Inés Bergua - Andrea Corral - Marina Cortelles* - Andrea Fernández - Lucía Muñoz - Salma Solaun                                                                       | France- Maëlys Laporte - Justine Lavit - Shana Loxton-Vernaton - Salome Lozano Leon - Naia Okasha - Margaux Sol*                                                            | Italie- Chiara Badii - Alexandra Naclerio - Serena Ottaviani* - Laura Paris - Giulia Segatori - Sofia Sicignano                                                                          |
| 3 rubans + 2 cerceaux       | Espagne- Inés Bergua - Andrea Corral - Marina Cortelles - Andrea Fernández - Lucía Muñoz - Salma Solaun*                                                                       | Ukraine- Yelyzaveta Azza - Diana Baieva - Anastasiia Ikan* - Valeriia Peremeta - Kira Shyrykina - Oleksandra Yushchak                                                       | Allemagne- Neele Arndt* - Melanie Dargel - Olivia Falk - Helena Ripken - Anna-Maria Shatokhin - Emilia Wickert                                                                           |
| Juniors                     | | | |
| Concours général en groupe  | Ukraine- Ahata Bilenko - Marharyta Melnyk - Anastasiia Nikolenko - Taisiia Redka - Oleksandra Nikol Samoukina - Kateryna Shershen                                              | Espagne- Monica De Juana - Paula Donoso - Noa Esplugues - Claudia Marino - Cynthia Ortega                                                                                   | Italie- Flavia Cassano - Elisa Maria Comignani - Chiara Cortese - Virginia Galeazzi - Ginevra Pascarella - Elisabetta Valdifiori                                                         |
| 5 cerceaux                  | Italie- Flavia Cassano* - Elisa Maria Comignani - Chiara Cortese - Virginia Galeazzi - Ginevra Pascarella - Elisabetta Valdifiori                                              | Pologne- Natalia Idziniak - Maria Majkowska (gymnast) - Maria Majkowska - Valeriia Pinska - Laura Tlaczala - Lea Turowska                                                   | Israël- Melani Malka - Sofia Prezhyn - Emilia Roitman - Avigail Shved - Keren Sobol |
| 10 massues                  | Ukraine- Ahata Bilenko - Marharyta Melnyk* - Anastasiia Nikolenko - Taisiia Redka - Oleksandra Nikol Samoukina - Kateryna Shershen                                             | Israël- Melani Malka - Sofia Prezhyn - Emilia Roitman - Avigail Shved - Keren Sobol                                                                                         | Bulgarie- Raya Bozhilova - Anania Dimitrova - Elena Hristova - Yoana Moteva - Gabriela Traykova* - Ivayla Velkovska                                                                      |